# Tišina (Šamac)
Tišina (szerbül: Тишина), település Bosznia-Hercegovinában, Šamac községben, a Szerb Köztársaság északi régiójában.

## Fekvése
A település Bosznia-Hercegovina északi részén, Dobojtól légvonalban 46, közúton 64 km-re északkeletre, községközpontjától légvonalban és közúton 2 km-re délre, a Szávamenti-síkságon, a Boszna jobb partján, 86-88 méteres magasságban fekszik.

## Népessége
| Nemzetiségi csoport | Népesség 1991 | Népesség 2013 |
| ------------------- | ------------- | ------------- |
| Szerb               | 851           | 751           |
| Bosnyák             | 5             | 2             |
| Horvát              | 1049          | 155           |
| Jugoszláv           | 108           | 0             |
| Egyéb               | 19            | 7             |
| Összesen            | 2032          | 915           |

## Története
Ezt a régiót régészeti és történeti szempontból nagyon kevesen vizsgálták. Az emberek megjelenése a Boszna és a Száva torkolatánál többnyire e folyók szeszélyeinek, például az éghajlatnak és egyéb tényezőknek köszönhető. A folyók gyakran változtatták medrüket, és ez megerősíti a sok mélyedés, mocsár és láp (Starača, Žandrag, Sokoluša, Tišina stb.) A víz és ezzel összefüggésben az éghajlati viszonyok, a túlnyomórészt mocsaras és egészségtelen föld, nem tették lehetővé az emberi faj számára, hogy a legősibb időkben növekedjen és letelepedjen ezeken a területeken. Északkelet-Bosznia, különösen a Posavina keskeny sávja, a Boszna, a Száva és a Drina folyók vidékén, a régészeti és építészeti emlékek tekintetében Bosznia-Hercegovina egyik legszegényebb régiója. Mégis, a legújabb időkben előkerült számos lelet szerint ezek a régiók már az őskortól lakottak voltak.
1457-ben István Tamás bosnyák király idejében említik a Kruškovo polje-i Kulište helységben található mocsarat, melyet Tišinának neveztek. Róla kapta a szomszédságában épült falu a nevét, mely a 16. századi török defterekben „Tisnica-Dišnica” néven szerepel. A középkori források egy várat is említenek itt 1426-ban Tišnica néven, azzal, hogy a mezőn elfoglalt helye nincs meghatározva.1863-ban a török hatóságok úgy döntöttek, hogy véglegesen betelepítik a mai Šamac városközpontjának számító területet szerb menekültekkel. A városrendezési terv kidolgozását, az építést és a felügyeletet francia mérnökökre bízták. A franciák egy olyan várost terveztek, amelynek utcái derékszögben keresztezték egymást, egyidejűleg ásattak egy új csatornát - a Zhandrakot (állítólag egy francia mérnök nevezte el Jeanne d’Arc-ról) – amely ma is átszeli falu határát.
Augustin Miletić püspök 1813-as feljegyzése szerint a Garevo (Garevac) káplánságban fekvő Tišina, 25 katolikus házzal és 167 katolikussal rendelkezett, akik közül 105 felnőtt és 62 gyermek volt. A tišinai római katolikus plébániát 1848-ban, a garevói (garevaci) plébániáról leválasztva káplánságként hozták létre, azóta saját anyakönyvvel rendelkezik, 1858-ban pedig önálló plébániává nyilvánították. A tišinai ferencesek már 1846-ben vásároltak itt egy bégtől egy romos épületekkel rendelkező telket és 1848-ban a plébános ott telepedett le. A templom 1847-es felépítéséig egy Szent Péter apostolnak szentelt kápolna állt a faluban. A templom építését I. Ferenc József császár is támogatta. A templomot 1951-ben felújították, de egyre kevésbé tudta kielégíteni az igényeket, ezért 1970 és 1972 között újat építettek. Már az 1850-es évek első felében épült egy plébániaház a bég romos háza helyett, amelyet 1931-ben egy új váltott fel. A jelenlegi plébániaház 1985 és 1986 között épült.
A település 1878-ig tartozott az Oszmán Birodalomhoz. Ekkor a berlini kongresszus határozata alapján az Osztrák-Magyar Monarchia katonai megszállása alá került, mely 1908-ban annektálta Bosznia-Hercegovinát. 1879-ben az első osztrák-magyar népszámlálás során az Orašjei járáshoz és Tišina községhez tartozó településnek, 161 háztartása, 604 római katolikus és 437 ortodox lakosa volt. 1910-ben a Bosanski Šamaci járáshoz tartozó településen 192 háztartást, 770 római katolikus és 470 ortodox lakost találtak. A monarchia szétesésével 1918-ban előbb a Szerb-Horvát-Szlovén Királyság, majd 1929-től a Jugoszláv Királyság része lett. 1921-ben a Bosanski Šamac-i járáshoz tartozó településnek 1697 lakosa volt, közülük 1053 római katolikus, 639 ortodox és 5 muszlim volt. Az 1929-es törvény értelmében, amikor Bosznia-Hercegovinát négy banovinára, Drinskára, Vrbaskára, Zetskára és Primorskára osztották, a település a Vrbaska banovina (Orbászi Bánság) része lett, amelynek székhelye Banja Luka volt. 1939-ben a közigazgatás átszervezésével a Hrvatska banovina (Horvát Bánság) része lett. 
A második világháborúban Jugoszlávia megszállása után a Független Horvát Állam (NDH) része lett. 1941. március 27-én, amikor Šamac a szégyenteljes jugoszláviai németekkel kötött paktum felbontását ünnepelte, Tišina faluban felvonulást szerveztek. A felvonuláson többnyire fiatalok vettek részt, akiket később az usztasák letartóztatási listájára is felvettek. Mintegy 100-150 tišini lakos gyűlt össze, akik zászlók alatt Šamacra vonultak. A menetben ismert nacionalisták, a Sokol tagjai és néhányan a csetnik szervezetből is részt vettek. A szervezők közül később többel életükkel fizettek merészségükért. 1943. március 8-án délután, majd március 9-én a délelőtti órákban egy Bródból érkezett német szakasz szállta meg Srpska Tišina és Kruškovo polje falvakat, mivel a csetnikek megjelentek Tišinán. Korábban ezeket a falvakat már egy usztasa tábor fegyveres ereje, valamint egy muszlim légó is körülvette. A német hadsereg, az usztasa és a muszlim légió gyorsan és nyilvánvalóan előre összehangolt fellépésének köszönhetően 55 szerbet tartóztattak le. Közülük 27-et Srpska Tišináról és 24-et Kruškovo Poljéról. Az éjszakát a šamači börtönben töltötték. Másnap ugyan néhányan hazatértek, de a többi letartóztatottat a zimonyi Staro sajmište táborba és a mauthauseni koncentrációs táborba vitték. 18-an Zimonyban, 26-an pedig Mauthausenben haltak meg.
A második világháború után 1992-ig a település a szocialista Jugoszlávia keretében a Bosznia-Hercegovinai Népköztársaság része volt. A boszniai háborút lezáró daytoni békeszerződés rendelkezése alapján az ország területét felosztották a Bosznia-hercegovinai Föderáció és a boszniai Szerb Köztársaság között. A területmegosztás eredményeként a település Šamac község részeként a Szerb Köztársaság területéhez került.

## Nevezetességei
- Hrvatska Tišina Boldogságos Szűz Mária Istenanyasága tiszteletére szentelt római katolikus plébániatemploma 1970 és 1972 között épült. Az 1992-1995-ös háború alatt a szerb szélsőségesek súlyosan megrongálták a plébániatemplomot és felrobbantották a harangtornyot. A plébániaházat kifosztották és megsemmisítették. A Gornji Hasić és Novo Selo filiái is súlyosan megrongálódtak, és az összes horvát katolikust kiűzték a plébánia területéről. A megsemmisült és megrongálódott plébániaház tetejét 2002-ben újították fel. A plébániát a Boszna Srebrena tartomány ferencesei működtetik, a Hrvatska Tišina-i Boldogságos Szűz Mária Istenszülő plébániájához a következő települések tartoznak: Donji Hasić, Gornji Hasić (filia templom), Hrvatska Tišina, Novo Selo (filia templom) és Tursinovac.[6]

- Srpska Tišina a Szent Szűz közbenjárásának tiszteletére szentelt ortodox temploma. A templom mérete 14,5x9 méter. A templom építése 2004-ben kezdődött Radoslav Prokić építész tervei szerint. Az alapokat Vaszilje, Zvornik-Tuzla püspöke szentelte fel 2004. április 12-én. Ugyanez a püspök szentelte fel a templomot 2007. július 22-én. A 6022 m²-es telket, amelyen az új templom épült, a šamaci Simo Dakić adományozta. A tölgyfából faragott ikonosztázt a belgrádi Dragan Petrović készítette. Az ikonosztáz ikonjait Nikola Đurović festette élénk színekkel Kosjerićből. A templomot Nikola Đurović festette. A templom 2014 májusában sérült meg, amikor a Száva folyó kilépett a medréből, és elöntötte Šamac község területének nagy részét.[10]